# Astragalus gilgitensis
Astragalus gilgitensis är en ärtväxtart som beskrevs av Syed Irtifaq Ali. Astragalus gilgitensis ingår i släktet vedlar, och familjen ärtväxter. Inga underarter finns listade i Catalogue of Life.